# Diploglossus bilobatus
Diploglossus bilobatus är en ödleart som beskrevs av  O'shaughnessy 1874. Diploglossus bilobatus ingår i släktet Diploglossus och familjen kopparödlor. Inga underarter finns listade i Catalogue of Life.